# André Boniface Louis Riquetti de Mirabeau

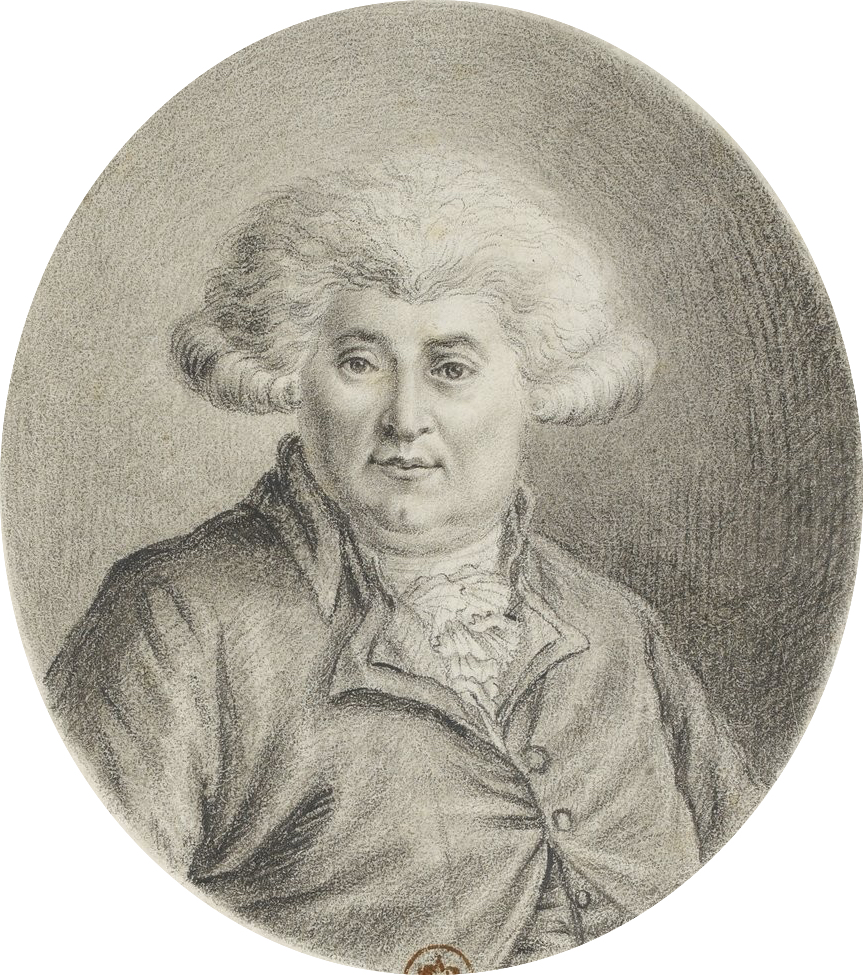
Mirabeau-Tonneau.

André Boniface Louis de Riquetti, vicomte de Mirabeau, född 30 november 1754, död 1792 i Freiburg im Breisgau (Baden), var en fransk ädling, son till Victor Riqueti de Mirabeau och bror till Honoré Gabriel Riqueti de Mirabeau.
Mirabeau, för sin fetma vanligen kallad Mirabeau-Tonneau ("tunnan"), var lika utsvävande som brodern, men saknade hans högre egenskaper. Även han var medlem av 1789 års nationalförsamling, där han, i motsats till brodern, uppträdde som en våldsam försvarare av den gamla samhällsordningen. Han emigrerade snart för att från utlandet bekämpa revolutionen.